# Karl von Elsässer
Karl von Elsässer (* 22. Februar 1850 in Neuenstadt an der Linde; † 17. August 1932) war ein deutscher Jurist und Richter.

## Leben
Er besuchte das Eberhard-Ludwigs-Gymnasium Stuttgart sowie ein französisches Lyzeum in Straßburg. Nach dem Abitur in Stuttgart studierte er Rechtswissenschaften in Heidelberg, Tübingen und Berlin. Er war seit dem Studium Mitglied der Burschenschaft Allemannia Heidelberg und der Burschenschaft Germania Tübingen. Er legte 1872 die erste und 1874 die zweite juristische Staatsprüfung ab. 1875 wurde er in Straßburg zum Dr. iur. promoviert.
Danach trat er in den württembergischen Justizdienst ein. Er wurde 1879 Amtsrichter in Stuttgart, 1882 dann Hilfsstaatsanwalt und Landrichter in Heilbronn. 1883 wurde er Landrichter in Stuttgart, 1891 Landgerichtsrat und 1897 Oberlandesgerichtsrat in Stuttgart.
1906 wurde er Senatspräsident am Oberlandesgericht Stuttgart und gleichzeitig Vorstand des Disziplinarhofes.
1911 wurde er Mitglied des württembergischen Staatsgerichtshofes. 1920 trat er in den Ruhestand.

## Familie
Sein Vater war der Mediziner Karl Ludwig Elsäßer. Sein Schwiegervater war der Naturforscher Christian Ferdinand Friedrich von Krauss.

## Auszeichnungen
- 1900: Erhebung in den Adelsstand
- 1902: Ritterkreuz des Ordens der Württembergischen Krone
- 1906: Ehrenkreuz der Württembergischen Krone
- 1910: Kommenturkreuz 2. Klasse des Friedrichs-Ordens
- 1916: Kommenturkreuz des Ordens der Württembergischen Krone
- 1917: Wilhelmskreuz